# Jan Martynikin
Jan Martynikin (ur. 20 września 1934 w Warszawie) – polski dziennikarz sportowy i motoryzacyjny, lekkoatleta, kierowca wyścigowy.

## Życiorys
W 1952 został absolwentem Gimnazjum i Liceum im Wojciecha Górskiego w Warszawie. W 1957 został absolwentem warszawskiej Akademii Wychowania Fizycznego. W 1962 ukończył podyplomowo Studium dziennikarskie Uniwersytetu Warszawskiego. Od września 1962 do 1 czerwca 1972 pracował w tygodniku ilustrowanym Sportowiec.Od 1 czerwca 1971 do 15 maja 1973 pełnił rolę sekretarza redakcji miesięcznika Lekkoatletyka. Następnie od 15 maja 1973 do 1991 roku pełnił funkcję zastępcy kierownika działu sportowego pisma Sztandar Młodych. Od 2 maja 1991 do końca roku pracował w miesięczniku przemianowanym następnie na dwutygodnik Auto Kram. W latach 1992-1995 pracował w piśmie Auto Sukces. Od 1 lutego 1995 do 29 lutego 1996 pełnił funkcję zastępcy redaktora naczelnego magazynu Auto Świat. W latach 1997-199 pracował w piśmie Auto-Moto.

## Kariera sportowa
Był zawodnikiem AZS Warszawa i Spójni. Uprawiał lekką atletykę, rajdy i wyścigi samochodowe jako zawodnik Automobilklubów Warszawskiego i Rzemieślnika. W 1955 został wicemistrzem Warszawy na 800 m, akademickim mistrzem Warszawy na tym samym dystansie oraz dystansie 400 m przez płotki. W tym samym roku został mistrzem Warszawy w biegu przełajowym. Był rajdowym wicemistrzem polski w klasie 126p. W 1977 jako pierwszy z Polski wziął udział w biegu Wazów. W 1990 został mistrzem świata dziennikarzy w biegu na 5 km w Nagano. Był także wicemistrzem w kombinacji i brązowym medalistą w slalomie. W 1997 jako pierwszy razem z Tomaszem Skurlińskim uczestniczył w rajdzie starych samochodów Londyn-Brighton.

## Książki
Czarny Sport (1973)
- Bieg to zdrowie (1975) razem ze Zbigniewem Zarembą
- Gry i Ćwiczenia Terenowe (1973 1978 1983) z Ryszardem Mańkowskim
- Nie trać głowy za kierownicą 1979 razem z Robertem Muchą
- Brałem udział w Biegu Wazów (1980)
- Wielka pięćdziesiątka historia rajdu polski (1993)
- 36 pułk Piechoty Akademickiej 1918-1998 (1998) z Karolem Perłowskim i Zdzisławem Radomyskim
- Mistrz (2000)
- Najlepsi polscy sportowcy XX wieku (2003) z Janem Żdżiarskim
- Kubica (2006)

## Odznaczenia
- Złoty Krzyż Zasługi (1985)
- Srebrny Krzyż Zasługi (1980